# Biotopo Monte Covolo - Alpe di Nemes
Biotopo Monte Covolo - Alpe di Nemes este o arie protejată (arie specială de conservare — SAC, sit de importanță comunitară — SCI) din Italia întinsă pe o suprafață de 278 ha, integral pe uscat.

## Localizare
Centrul sitului Biotopo Monte Covolo - Alpe di Nemes este situat la coordonatele 46°40′07″N 12°25′02″E / 46.6686°N 12.4172°E.

## Înființare
Situl Biotopo Monte Covolo - Alpe di Nemes a fost declarat sit de importanță comunitară în septembrie 1995 pentru a proteja 9 specii de animale. Situl a fost protejat și ca arie specială de conservare în noiembrie 2016.

## Biodiversitate
Situată în ecoregiunea alpină, aria protejată conține 10 habitate naturale: Depresiuni pe substraturi de turbă de Rhynchosporion, Pajiști cu Molinia pe soluri calcaroase, turboase sau argilos-nămoloase (Molinion caeruleae), Turbării active, Păduri acidofile de Picea de la nivel montan la nivel alpin (Vaccinio-Piceetea), Mlaștini împădurite, Mlaștini alcaline, Fânețe montane, Mlaștini turboase de tranziție și turbării mișcătoare, Păduri alpine de Larix decidua și/sau Pinus cembra, Formațiuni ierboase bogate în specii de Nardus, dezvoltate pe substraturi silicioase în zone montane (și în zone submontane, în Europa continentală).
La baza desemnării sitului se află mai multe specii protejate:
- păsări (8): minunița (Aegolius funereus), cocoșul de mesteacăn (Bonasa bonasia), ciocănitoare neagră (Dryocopus martius), becațină comună (Gallinago gallinago), ciocănitoare de munte (Picoides tridactylus), sitar de pădure (Scolopax rusticola), sturz (Turdus pilaris), sturzul de vâsc (Turdus viscivorus)
- nevertebrate (1): fluturele auriu (Euphydryas aurinia)

Pe lângă speciile protejate, pe teritoriul sitului au mai fost identificate 18 specii de plante, 6 specii de păsări, 1 specie de amfibieni, 3 specii de mamifere.